# レストランクレッセント
レストランクレッセント (RESTAURANT CRESCENT, THE CRESCENT) は、かつて存在した日本の高級フランス料理のレストラン（グランメゾン）。東京都港区芝公園の東京タワーの麓にある洋館で開業していた。

## 略歴
- 1947年、創業者である石黒孝次郎が芝公園に古美術商「三日月」を設立する。
- 1957年、館の増改築とともに、フランス料理のレストランクレッセントを始める。
- 1968年7月25日、現在の洋館となる新たなクレッセントハウスが完成。後期ヴィクトリア朝風の建築様式を取り入れた英国風煉瓦造りの洋館が誕生する。
- 2008年、ミシュランガイド東京2008年版で一つ星を獲得。
- 2009年、ミシュランガイド東京2009年版で二つ星を獲得。
- 2020年10月31日、閉店した。[1]

## エピソード
- フランス料理レストランより先に古美術商「三日月」としてオープンしたクレッセントハウスは、石黒孝次郎の古美術品への情熱から生まれたものである。そこには日本人として西洋美術品・工芸品に対する使命感があったといわれる。
- 現在の洋館は、美術館・美術商・レストランを併設していたものであり、完成を待たずして亡くなった最愛の妻・とよ子へのモニュメントとして設立されたものといわれる。